# 1勝
是一部2024年上映的韓國體育題材電影，该片是韩国首部排球题材电影，由《東柱：時代詩情》《逆貧大叔》的导演申淵植編劇并执導，宋康昊、朴正民与張允柱主演。
该片入圍第52屆鹿特丹国际电影节“大銀幕”競賽單元，並於2023年1月27日舉行首映。2024年12月4日在韩国正式上映。

## 劇情概要
该片讲述从来没有赢过比赛的主教练和没有赢球想法的球队老板，以及不知道赢球方法的选手们，这样一支根本没有获胜可能性的职业女排球队为了取得一场胜利而展开的挑战。
當年曾是排球MVP選手的宇鎮（宋康昊飾）經營的兒童排球教室正面臨停業的危機，此時他被任用為即將解散的女子排球隊“粉色風暴”的教練。根據教練合同，宇鎮只要贏得一場比賽即可。雖然只贏一場比賽隊宇鎮而言不是問題，但現在的“粉色風暴”球隊裡只有二流選手。“粉色風暴”的球隊老闆正源（朴正民飾）把有前途的選手出售給了其他球隊，只引進其他球隊拒絕挖角的選手。
此外，正源承諾只要“粉色風暴”贏得一場比賽，將隨機給一名觀眾獎勵2000萬韓元。得益於這樣的宣傳，“粉色風暴”在人氣飆升中開始了新賽季，但球隊卻一直在輸球，而宇鎮帶給球隊的轉變慢慢開始了。

## 演員陣容

### 主要人物
- 宋康昊 飾演 金宇鎮

执教生涯胜率不足10%的排球教练，经历过罢免、免职、破产、退出，甚至是离婚，不管人生还是职业生涯都是百战百败。在他勉强经营的儿童排球教室即将停业的情况下，被球队老板姜正源邀请担任面临解散的职业女子排球队“粉红风暴”的主教练，只要求他在整个赛季赢下一场比赛即可。
- 朴正民 飾演 姜正源

喜欢求关注的财阀二代，从出版包含自己人生哲学的图书到随时打开SNS直播，只要他下定决心的事情就会先去尝试。姜正源对排球一无所知，但因为便宜而收购了即将解散的职业女子排球队“粉红风暴”，还将执教生涯胜率不足10%的金宇镇聘为主教练，并提出只要球队在赛季里赢下一场比赛就奖励20亿韩元的破格公约，瞬间成为热门话题。
- 張允柱 飾演 方秀智

在板凳上坚持了20年的“粉色风暴”资历最长的排球选手，金宇镇上任后让她成为球队主力和队长。

### 其他人物
- 朴明勳 饰演 潘团长，职业女排球队“粉色风暴”解散前的团长。[12]
- 李敏芝 饰演 Yuki，“粉色风暴”的外援队员。[12]
- 李周英 飾演 哈妮[13]
- 金洪發 飾演 文伍聖，全國最強女排球隊的教練。[14]
- 金正八[15]
- 羅賢宇 飾演 方秀智的熱情粉絲[16]

### 特別出演
- 金軟景 饰演 “粉红风暴”球队的新人排球选手[17][18]
- 曹政奭 饰演 “粉红风暴”竞争对手球队“超级女孩”的主教练[19]
- 金世镇 饰演 女排球队“Spike Wings”教练[18]
- 申珍植 饰演 女排球队“Five Stars”教练[18]
- 韓有美 饰演 成宥拉，女排球队第一“Black Queens”的王牌队员[18]
- 李淑子 饰演 排球解说员[18]
- 李东根 饰演 主播[18]
- 河京民 饰演 “粉色风暴”球队教练[18]

## 製作
主体拍摄於2020年11月開始，2021年2月25日殺青。为了提高排球比赛的立体生动感，该片拍摄运用了多种技术；利用VR技术设置了7台摄影机，多角度捕捉演员们的动作；使用四轴钢丝摄像机（Sky Walker）穿梭于赛场的各个角落进行拍摄，以及利用超高速相机幽灵将时空范围最大化。据媒体报道，该片损益平衡点约为180万观影人次。

## 發行
Contents Nandakinda（现Contents ZIO）原定2022年5月4日上映該片。该片于2023年1月27日在第52屆鹿特丹國際電影節全球首映，韩国将于2024年12月4日正式上映；同年12月24日上线韩国IPTV和VOD点播平台。

## 反响

### 评价
韩国电影周刊《Cine21》有两位记者为该片打分，均分5.5/10。该片在韩国上映首日获得CGV院线购票观众满意度94%、Naver网站购票观众9.29的高度评价，称赞演员的出色演技和没有刻意煽情的新派剧情。《Spotv News》认为该片优缺点分明，影片前半部分侧重于状况说明和人物介绍，但却未能有效利用，没有指出人物的觉醒契机；电影传递是否需要一次胜利体验的朴素信息引发强烈共鸣，比赛的场面也是该片最精彩的部分。《TV Daily》批评该片叙事与其他体育题材电影类似、毫无新意，剧情发展不顺畅，以及没有充分展现人物的魅力。

### 票房
《1胜》在韩国上映首日获得4.63万观影人次的票房成绩，不敌《消防员》和《海洋奇緣2》而位列单日票房榜第3名。

## 外部連結
- 鹿特丹国际电影节官方网站
- NAVER上《1勝》的資料
- Daum上《1勝》的资料
- 韩国电影数据库（KMDb）上《1勝》的資料
- 互联网电影数据库（IMDb）上《1勝》的资料（英文）
- Box Office Mojo上《1勝》的资料（英文）